# Pedro González Zavala
Pedro González Zavala (19 de maig de 1943) és un exfutbolista peruà.
Va formar part de l'equip peruà a la Copa del Món de 1970. Fou jugador del club Universitario de Deportes.